# Westwerk

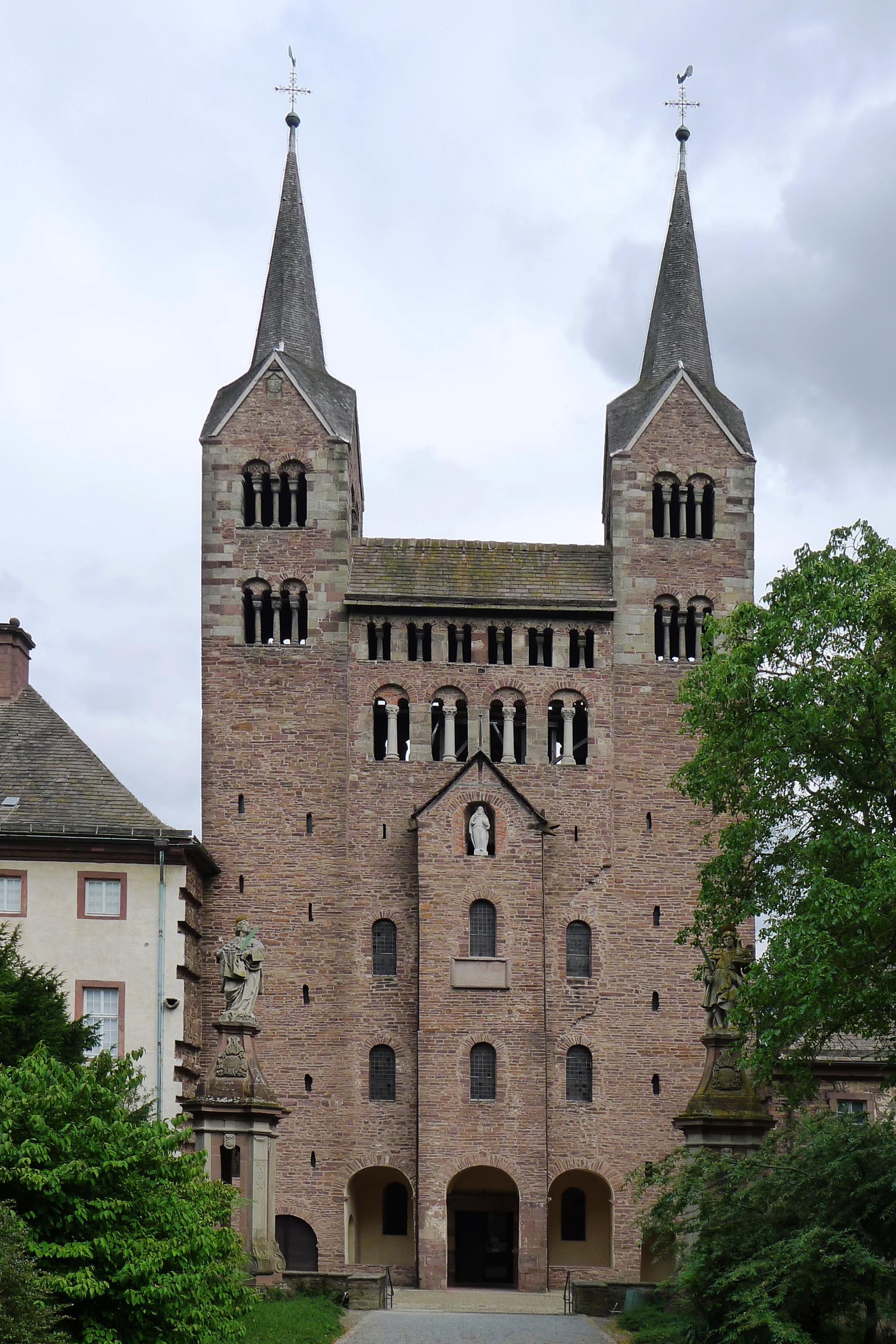
Westwerk dell'Abbazia di Corvey.

Il Westwerk, avant-corps o avancorpo è quella costruzione architettonica tipicamente medioevale di epoca carolingia che venne costruita a ridosso delle grandi chiese del Sacro Romano Impero. Westwerk (pl. Westwerke) è una parola tedesca che letteralmente significa opera occidentale, ma anche in altre lingue si usa sia il termine tedesco che il termine francese avant-corps (in inglese si trova anche westwork, avant-corps e forepart).

## Caratteristiche
Si tratta di una costruzione che, data la sua origine, è riscontrabile quasi esclusivamente al centro dell'Impero (Germania, Francia, Svizzera, Austria); quasi del tutto estranea all'architettura italiana, è ravvisabile in alcune abbazie fortemente legate col potere temporale, forse edificata proprio per significare tale legame, come l'Abbazia di Farfa, dove le modifiche successive hanno stravolto la chiesa carolingia, ma hanno risparmiato il corpo centrale, noto come "coro quadrato", integro ed ancora leggibile nelle sue strutture interne.
Altro esempio, ben più nitido ed evidente nella struttura della chiesa, per quanto di dimensioni meno monumentali è quello della basilica di San Salvatore ad Abbadia San Salvatore, in parte ripristinato, presenta una parziale scansione interna degli spazi e le tracce di quello che probabilmente era un balcone da cui, in determinate ricorrenze, si affacciava l'abate.
Il westwerk non è da confondere col westbau, edificio ovest delle chiese romaniche tedesche più generico e diffuso soprattutto in chiese parrocchiali non legate a una sede principesca.

## Terminologia
Il termine “Westwerk” fu usato per la prima volta da Franz Falk nel 1869 per descrivere alcuni campanili (Reichenau e Duomo di Hildesheim). Venne poi utilizzato nella letteratura storico-edilizia da Johann Bernhard Nordhoff nel 1873 per il Westwerk di Minden e nel 1888 per il nucleo preromanico del Westwerk di Corvey. Alois Fuchs nel 1929 diede la prima definizione moderna del termine tuttora utilizzata nella letteratura del settore.

## Origini e struttura
Il Westwerk si presenta come un grande corpo a più piani protetto ai fianchi da due alte torri (mascherate da campanili). Il complesso veniva aggiunto sul lato ovest di basiliche e cattedrali (spesso superandole in altezza) e fungeva esternamente da ingresso laterale e facciata. Generalmente era costruito a tre livelli: cripta sotterranea, vestibolo (o nartece) d'ingresso alla chiesa, e al livello superiore, non collegato con quelli inferiori, un ambiente a cui si accedeva solo dalle strette scalinate inserite nelle torri laterali. Questo ambiente era costituito da un appartamento, spesso da una cappella dedicata a san Michele (Michaelskapelle), e da un ampio balcone che si apriva per mezzo di arcate sull'interno vero e proprio della chiesa, e che permetteva di assistere alle funzioni senza scendere nella navata.
Questi ambienti, vere e proprie fortificazioni a causa degli angusti accessi, ospitavano l'imperatore e la sua famiglia durante gli spostamenti per l'Impero.
Si potrebbe collegare il Westwerk con la struttura stessa dell'impero medievale: le chiese a doppio coro (o a coro contrapposto), e il concetto di potere religioso / potere temporale.

## Galleria d'immagini

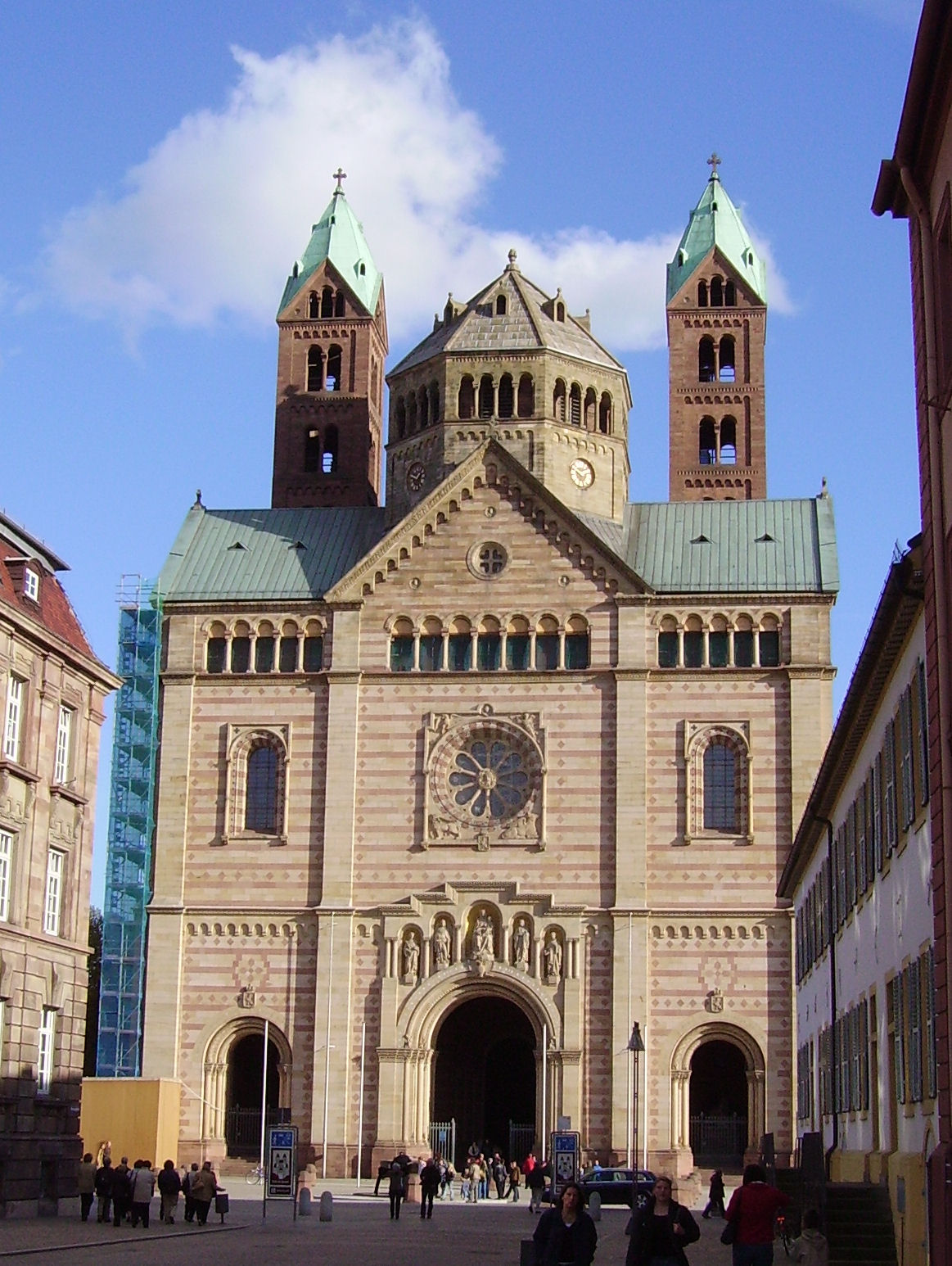
Duomo di Spira
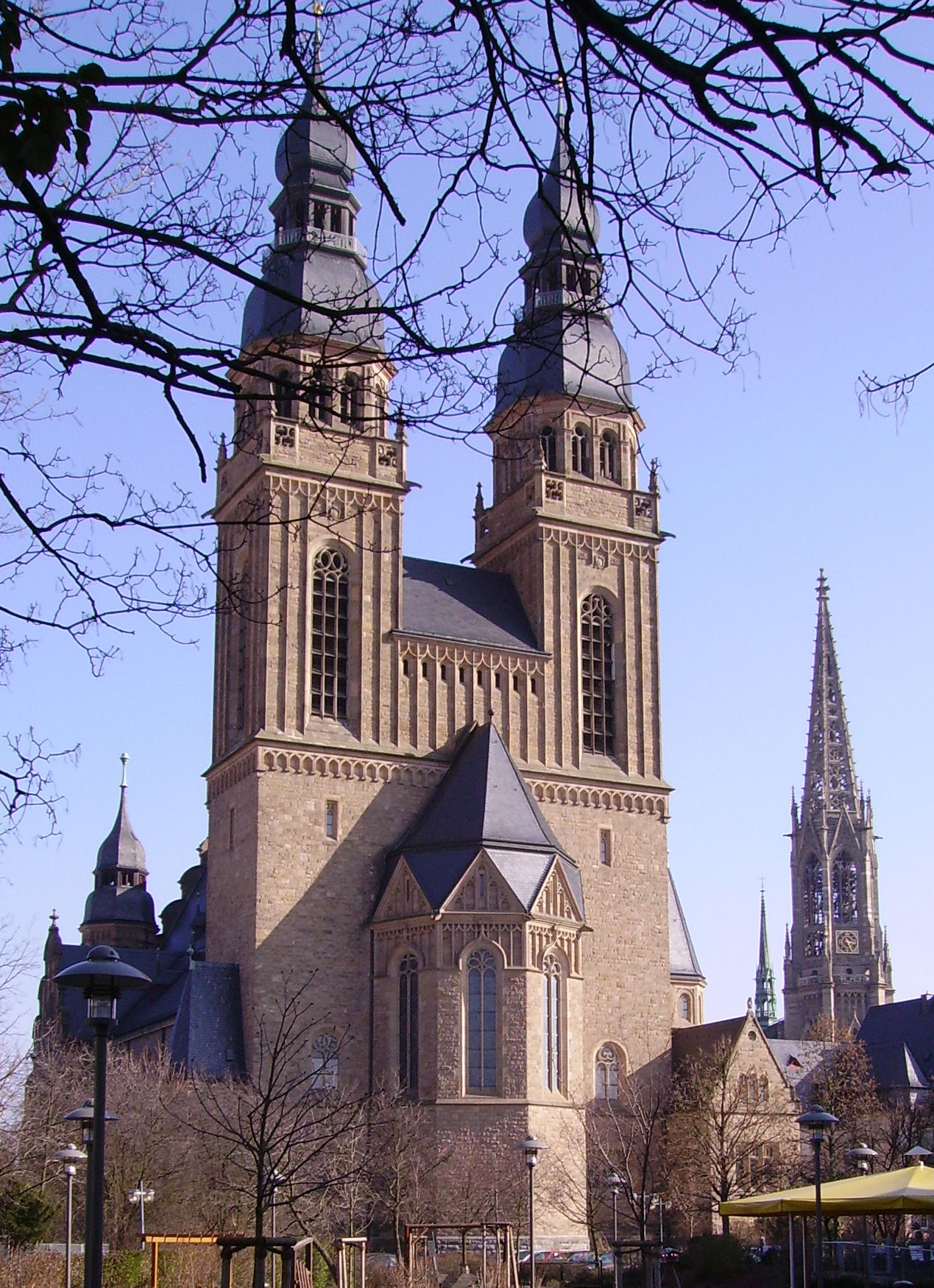
San Giuseppe a Spira, Germania
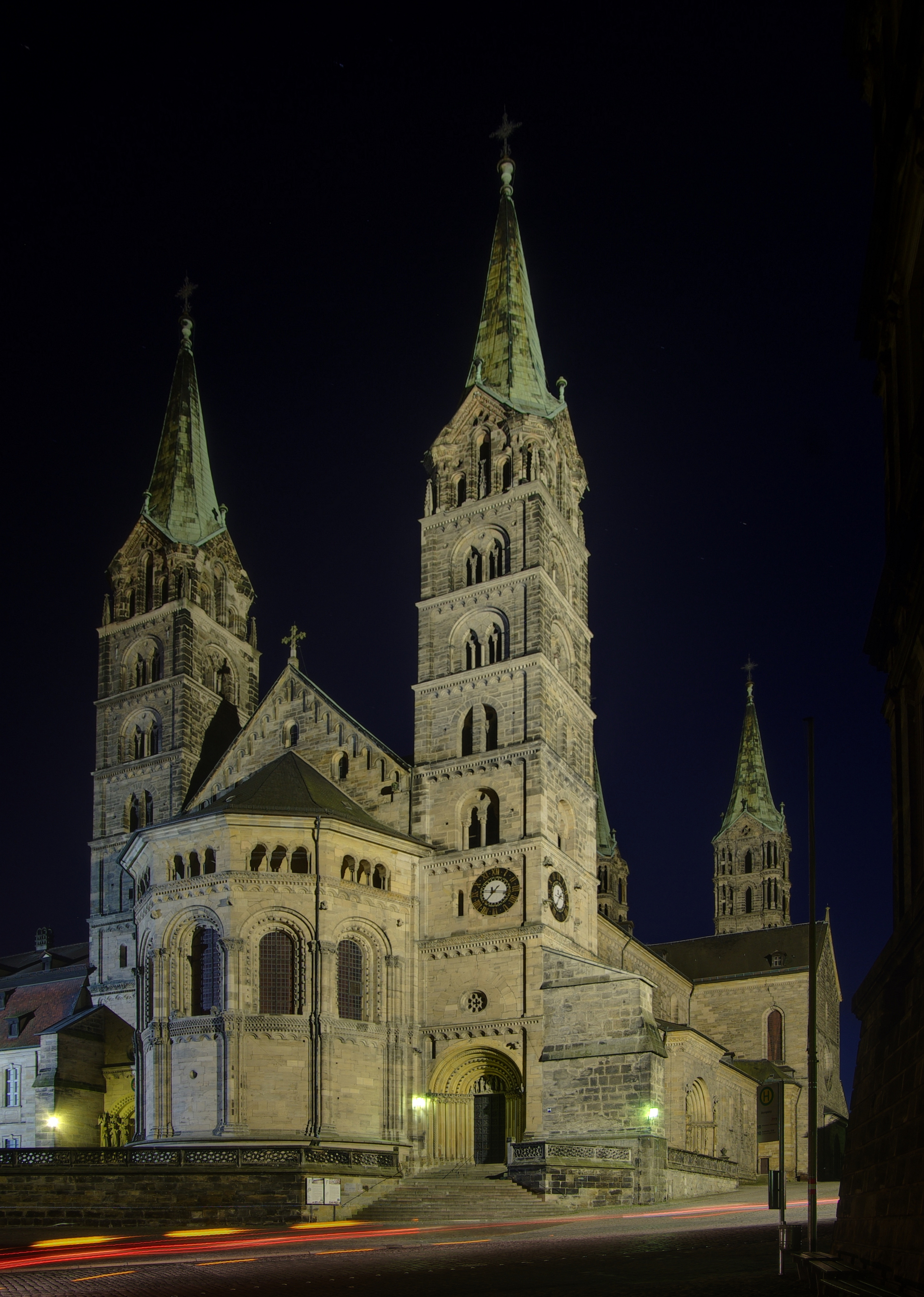
Duomo di Bamberga
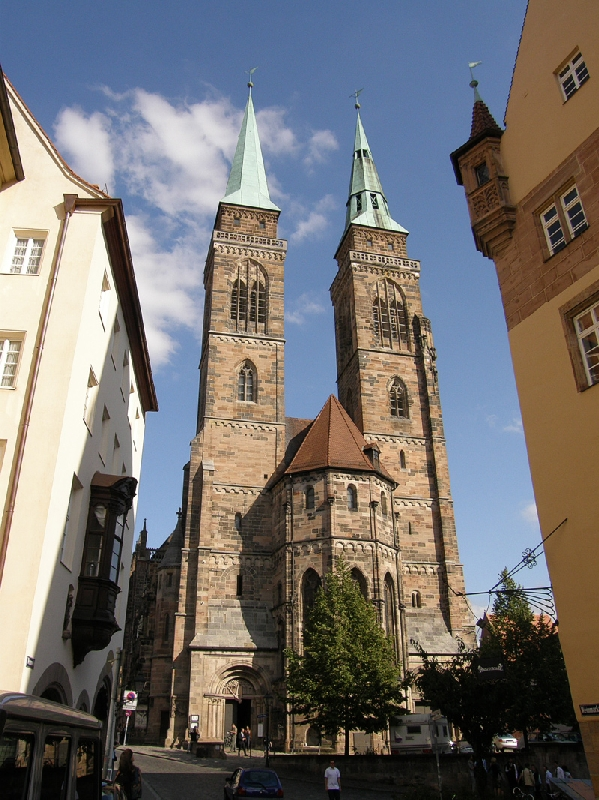
Chiesa di San Sebaldo a Norimberga.
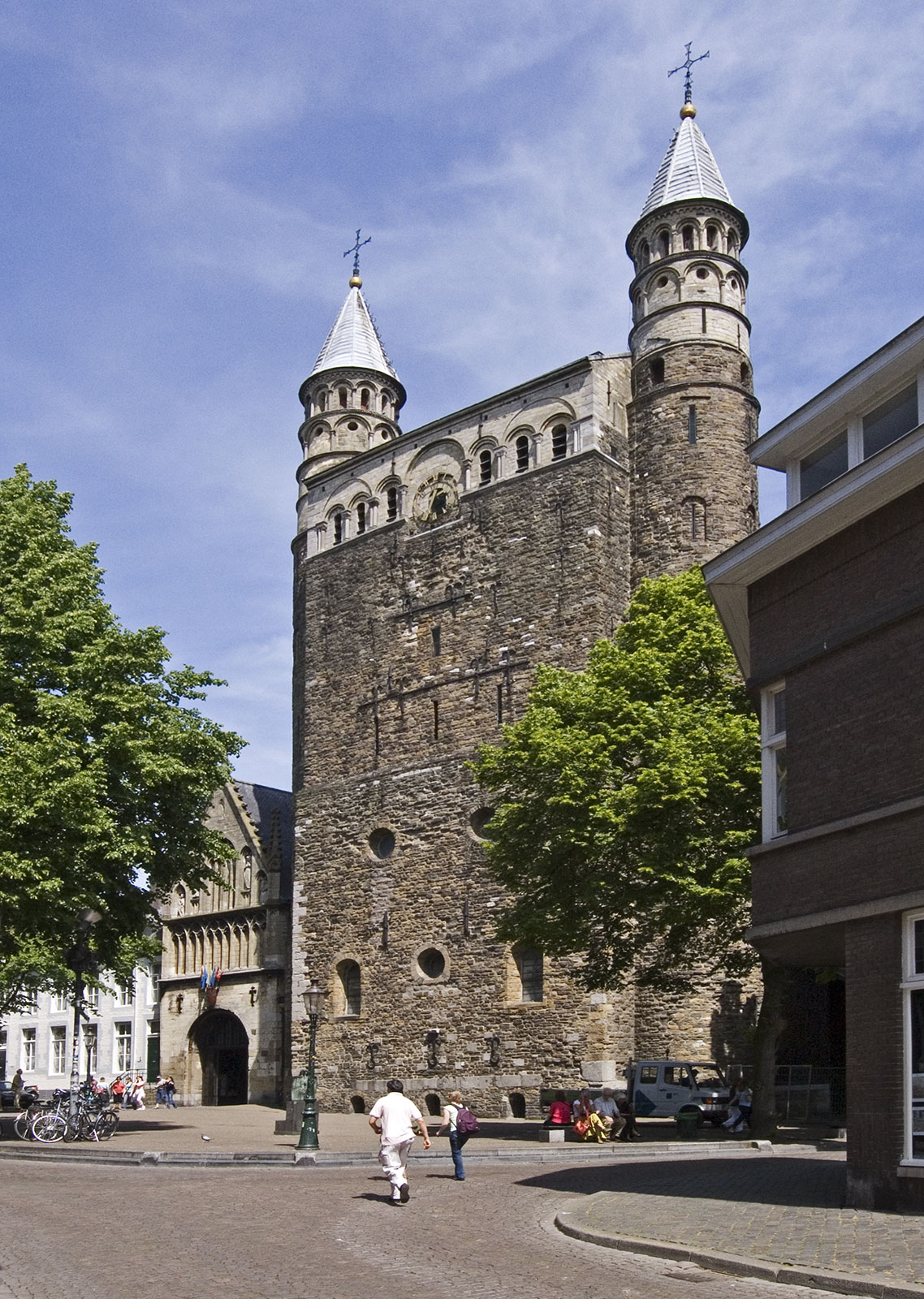
Santa Maria, Maastricht, Paesi Bassi
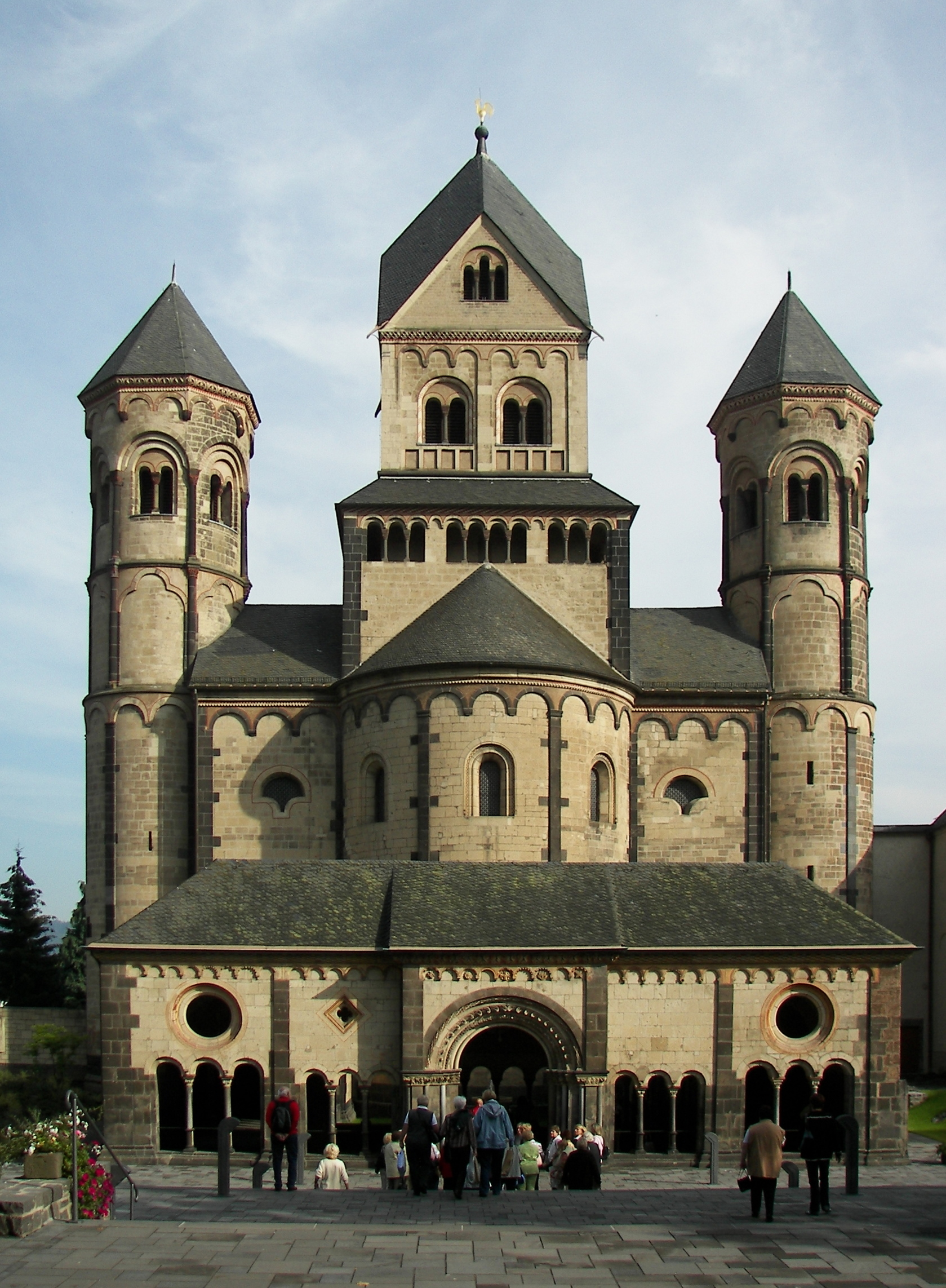
Abbazia di Maria Laach, Germania
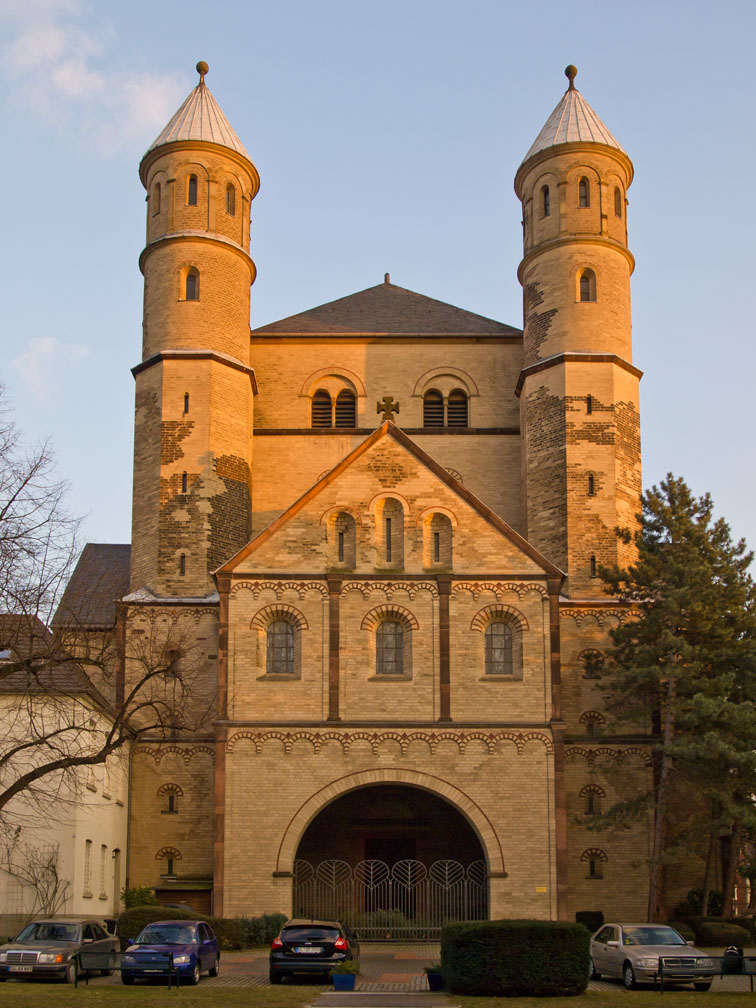
Chiesa di San Pantaleone di Colonia
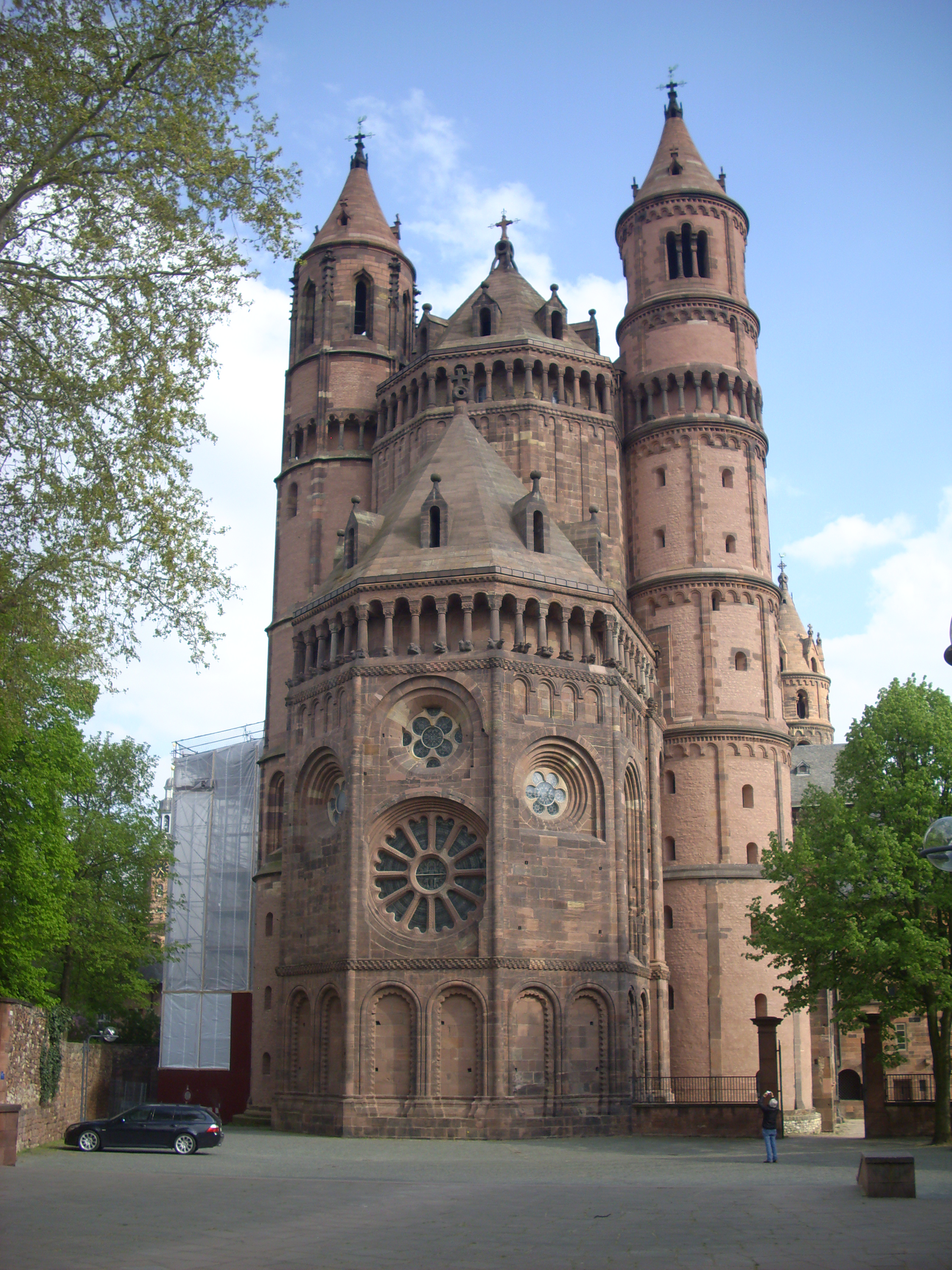
Duomo di Worms
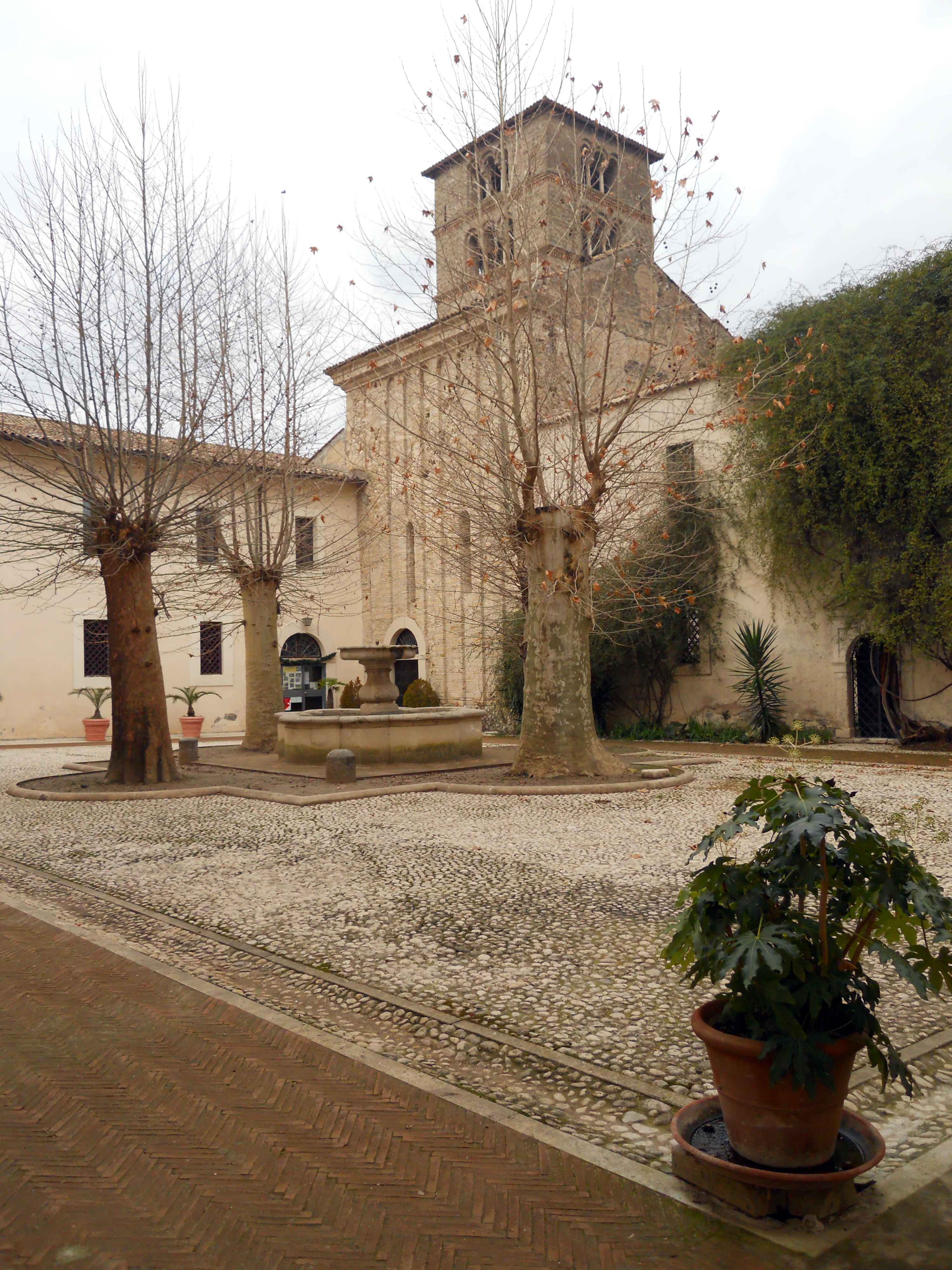
Abbazia di Farfa
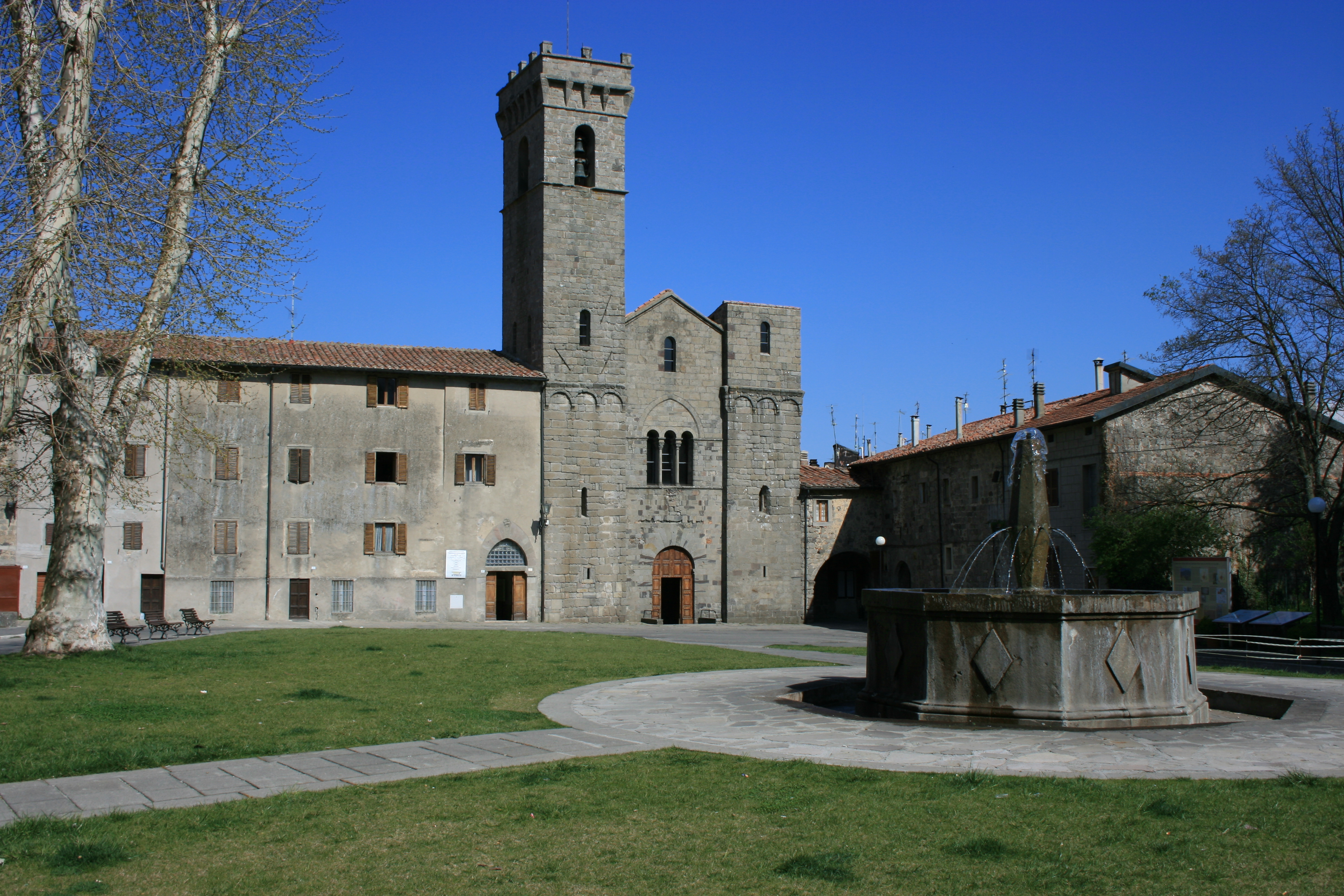
Abbazia di San Salvatore
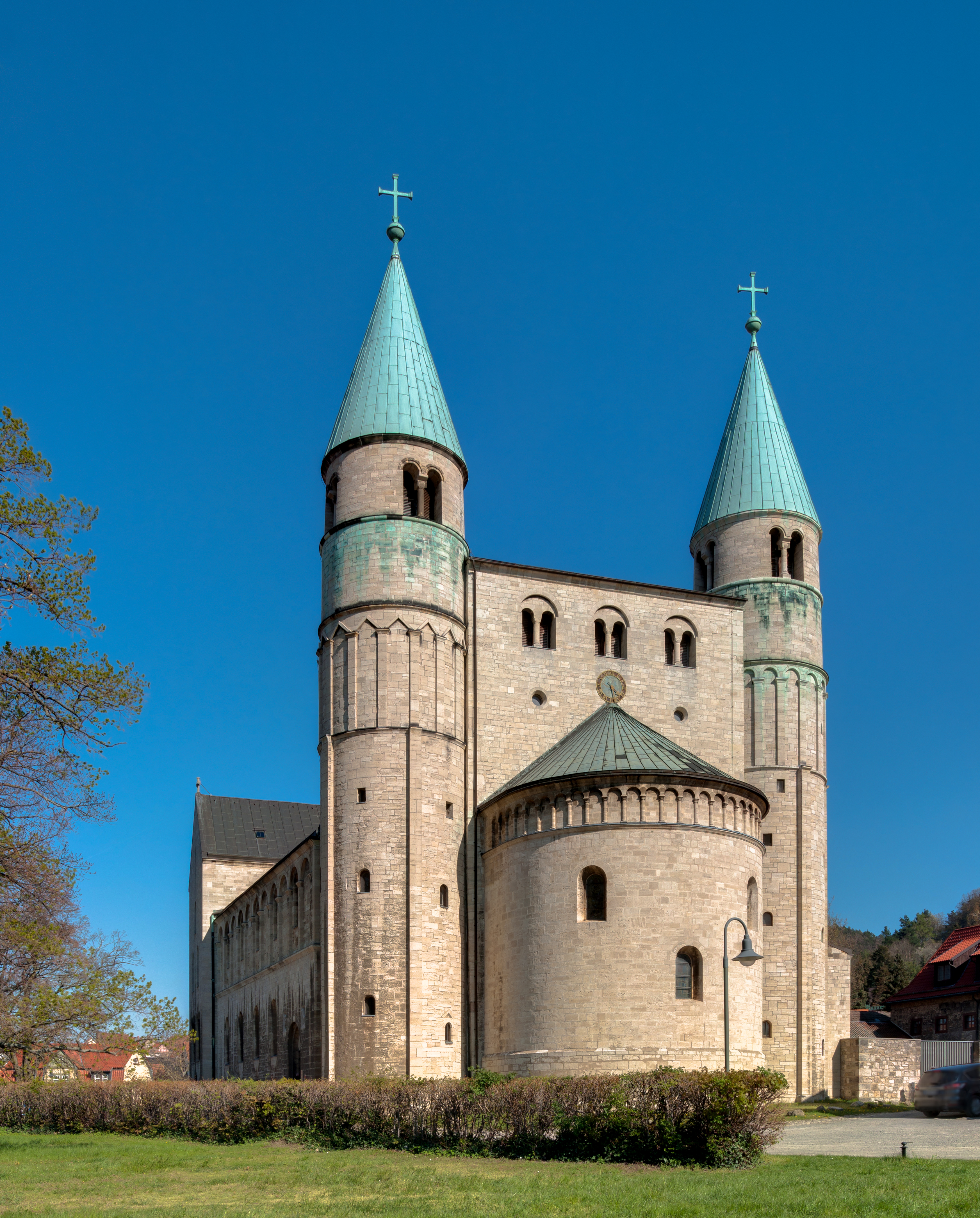
Abbazia di Gernrode, Germania
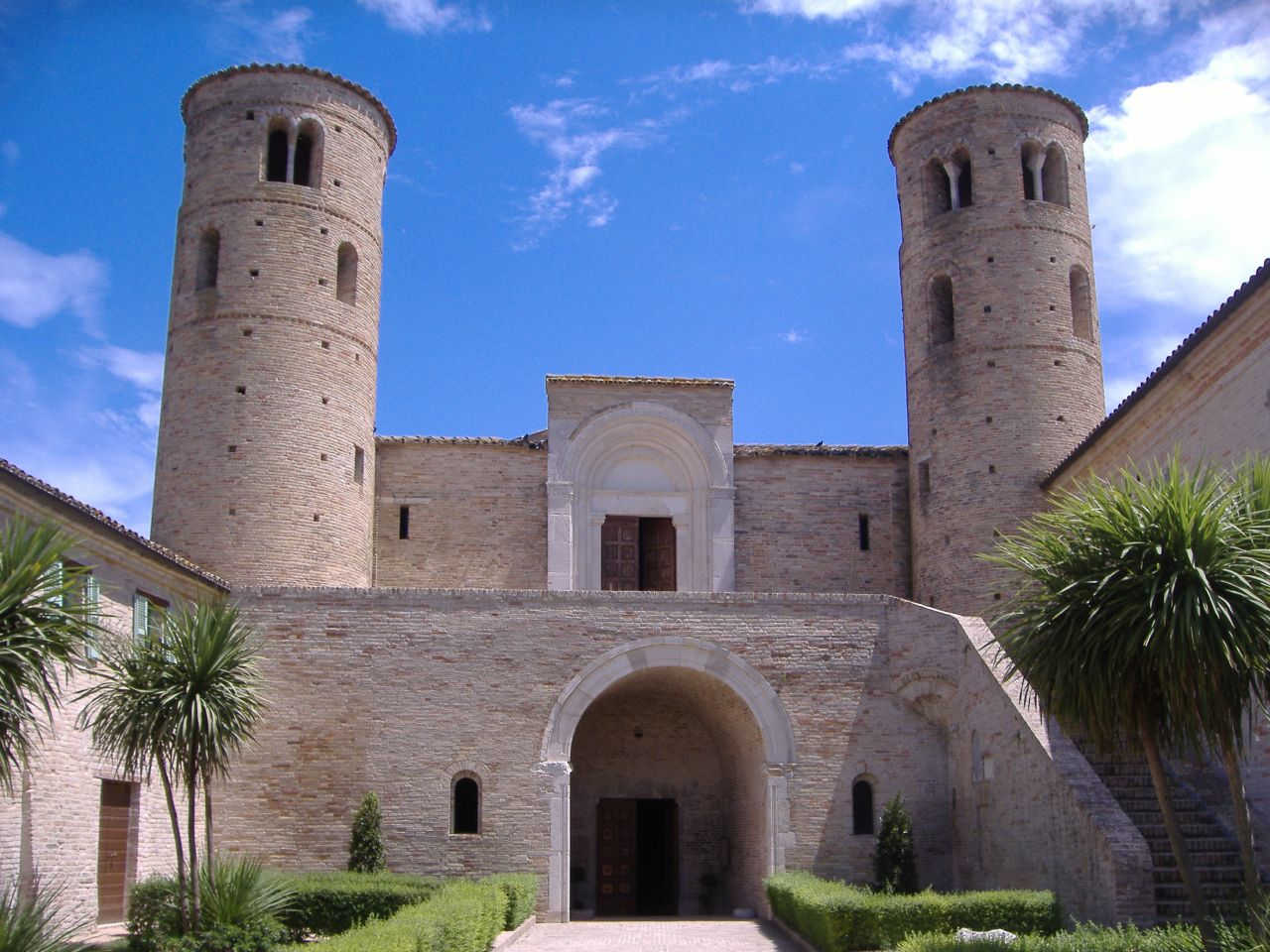
San Claudio al Chienti (Corridonia - MC). Forse il primo edificio che ha utilizzato questa soluzione